# Jan Uuspõld läheb Tartusse
Pour plus de détails, voir Fiche technique et Distribution.
Jan Uuspõld läheb Tartusse (Jan Uuspõld va à Tartu) est une comédie estonienne de Andres Maimik et Rain Tolk sortie le 22 février 2007.

## Synopsis
Jan Uuspõld, une célébrité en Estonie, a quitté les planches depuis 4 ans pour une émission de télévision où il ne sent pas à l'aise. Il doit se rendre à Tartu pour relancer sa carrière théâtrale. Il traverse le pays et croise un grand nombre de personnages excentriques. 

## Fiche technique
- Titre : Jan Uuspõld läheb Tartusse
- Réalisation : Andres Maimik et Rain Tolk
- Scénario : Andres Maimik et Rain Tolk
- Musique : Vaiko Eplik et Sten Sheripov
- Photographie : Mart Taniel
- Montage : Jan Erik Nõgisto
- Production : Alvar Reinumägi et Rain Tolk
- Société de production : Kuukulgur Film
- Pays :  Estonie
- Genre : Comédie dramatique
- Durée : 106 minutes
- Dates de sortie : 
  -  Estonie : 23 février 2007

## Distribution
- Jan Uuspõld
- Arvo Kukumägi
- Rain Tolk
- Andres Maimik
- Enn Klooren
- Dan Põldroos
- Hannes Võrno
- Juhan Ulfsak
- Liina Vahtrik
- Mait Malmsten
- Mari-Liis Lill
- Mihkel Smeljanski
- Mirtel Pohla
- Ott Sepp
- Reet Linna
- Tõnu Kilgas
- Toomas Hendrik Ilves
- Toomas Kirss
- Viire Valdmaa
- Liina Tennossaar
- Vladislav Koržets